# Рейнська республіка

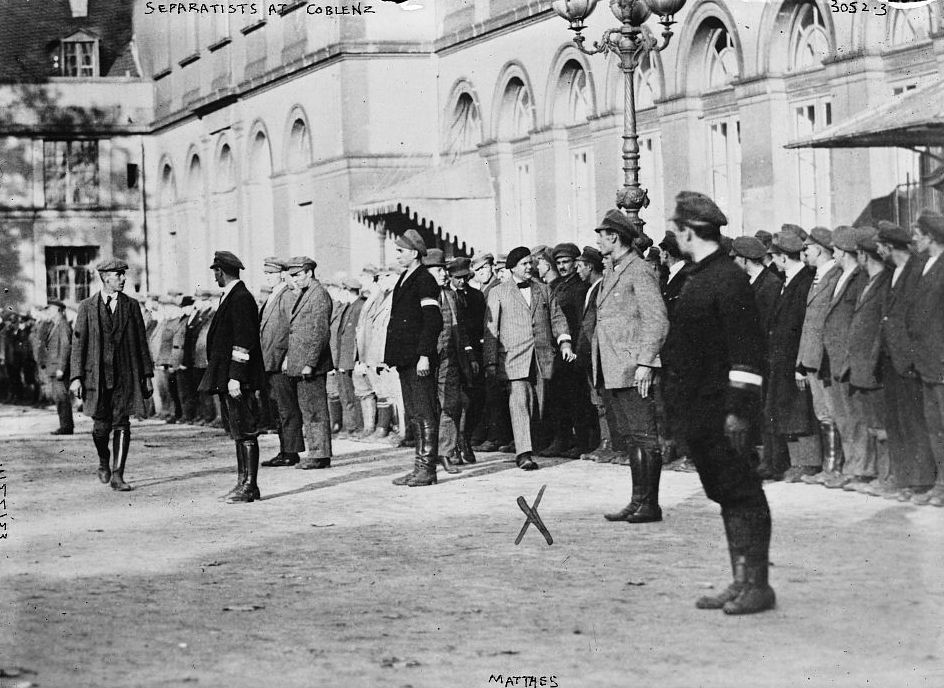
у Кобленці, 22 листопада 1923.

Рейнська республіка (нім. Rheinische Republik) — проголошена в результаті Рурського конфлікту незалежна республіка. Вона складалася з територій, назвних «Північ» «Південь» та «Рур» зі своїми регіональними столицями відповідно в Аахені, Кобленці та Ессені.

## Історія
У 1924 році, у зв'язку з економічними труднощами, з'являється все більше прибічників повернення до складу Веймарської республіки. Політична ситуація погіршується, у тому числі після все різкішої критики з боку Британії та Сполучених Штатів. У грудні 1924 року, один з провідних натхненників Республіки, Ганс Адам Дортен, був змушений втікати до Ніцци. Слідуючи за планом Дауеса, франко-бельгійські війська звільнили Рур влітку 1925 року.